# Eddie Gottlieb
Edward Gottlieb (15 de setembro de 1898 - 7 de dezembro de 1979) foi um treinador de basquetebol ucraniano. É conhecido por treinar o Philadelphia Warriors da BAA/NBA entre 1951 e 1962 e ser diretor do mesmo pelo mesmo período. Nativo de Kiev, Ucrânia, Gottlieb foi eleito membro do Basketball Hall of Fame como contribuinte em 20 de abril de 1972. O troféu da NBA NBA Rookie of the Year foi nomeado "Troféu Eddie Gottlieb".